# Psychotria orophila
Psychotria orophila är en måreväxtart som beskrevs av Ernest Marie Antoine Petit. Psychotria orophila ingår i släktet Psychotria och familjen måreväxter. Inga underarter finns listade i Catalogue of Life.